# Власов Максим Сергійович
Власов Максим Сергійович (рос. Власов Максим Сергеевич; 11 вересня 1986, Куйбишев) — російський професійний боксер.

## Професіональна кар'єра
Максим Власов почав займатися боксом з тринадцяти років, а вже у вісімнадцять провів перший бій на професійному рингу. 2007 року вперше боксував у США. Протягом 2005—2010 років здобув 19 перемог. 25 лютого 2011 року зустрівся в бою з малавійцем Айзеком Чілемба і зазнав першої поразки одностайним рішенням суддів, хоча у восьмому раунді двічі зумів збити Чілембу з ніг.
У наступні роки Власов і далі перемагав сильних суперників, що дозволило йому 24 січня 2015 року вийти на бій проти перспективного мексиканця Хільберто Раміреса. Поєдинок завершився другою поразкою росіянина за очками.
Провівши велику кількість поєдинків, 2016 року Власов піднявся до першої важкої ваги і здобув регіональні титули за версіями IBO та WBA. 3 лютого 2018 року переміг технічним рішенням грізного нігерійського нокаутера Оланреваджу Дуродула і завоював вакантний титул WBC Silver, що дозволило йому взяти участь у другому турнірі Всесвітньої боксерської суперсерії у першій важкій вазі.
10 листопада 2018 року в Чикаго, США відбувся вечір боксу, в якому визначалися два півфіналісти Суперсерії. Поляк Кшиштоф Гловацький переміг росіянина за очками, завоювавши при цьому титул «тимчасового» чемпіона WBO.
Зазнавши невдачі у Всесвітній боксерській суперсерії, Максим Власов повернувся до напівважкої ваги. 20 липня 2019 року він вдруге зустрівся з Айзеком Чілемба і впевнено його переміг.
Завдяки вдалому збігу обставин, 2020 року Максим Власов став претендентом на титул чемпіона світу за версією WBO. 23 жовтня в Москві він мав провести поєдинок проти іншого росіянина Умара Саламова за звання претендента, але через пандемію коронавірусної хвороби бій був перенесений на 20 листопада до Санкт-Петербургу, та перед поєдинком у Саламова був виявлений коронавірус, і WBO санкціонувала бій між Максимом Власовим і американцем Джо Смітом за звання чемпіона світу.
Поєдинок Власов — Сміт мав відбутися 13 лютого 2021 року, але теж був перенесений через позитивний тест на коронавірус у росіянина і пройшов 10 квітня. Фаворитом бою був Сміт, він і здобув перемогу за очками і титул чемпіона світу. Власов зазнав четвертої поразки в кар'єрі, втративши шанс стати чемпіоном світу.